# Tapputi

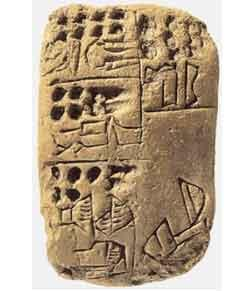
Tăbliţa pe care este menţionat numele lui Tapputi

Tapputi, cunoscută și ca Tapputi-Belatekallim, a fost o persoană din Babilonia, al cărei nume este menționat pe o tăbliță de argilă datată prin 1.200 î.Hr.
Este considerată prima femeie chimist din lume.
A fost intendentă a palatului regal.
Numele ei a rămas în istorie pentru faptul că a dezvoltat metode originale de distilare a parfumurilor.
Aceste metode au fost descrise de Martin Levey în lucrarea Early Arabic Pharmacology: An Introduction Based on Ancient and Medieval, apărută în 1973.
Utiliza uleiuri, flori și plante ca smirna și chiparosul, pe care le supunea mai multor distilări.